# هوغن ماكلولين
هوغن ماكلولين (بالإنجليزية: Hogan McLaughlin)‏ هو راقص وفنان أمريكي، ولد في 25 فبراير 1989 في شيكاغو في الولايات المتحدة.

## وصلات خارجية
- الموقع الرسمي